# Космос-2355
Космос-2355 је један од преко 2400 совјетских вјештачких сателита лансираних у оквиру програма Космос.
Космос-2355 је лансиран са космодрома Плесецк, Русија, 15. јуна 1998. Ракета-носач Циклон-3 је поставила сателит у орбиту око планете Земље. Маса сателита при лансирању је износила 225 килограма. Космос-2355 је био комуникациони сателит.